# Rafael Pires Vieira
Rafael Pires Vieira (Florianópolis, 1 augustus 1978) is een Braziliaans voetballer die als aanvaller onder de naam Rafael speelt.
Hij begon zijn loopbaan in de jeugd bij Associação Recreativa Cultural Esportiva Avante en kwam in 1997 in het eerste elftal van HJK Helsinki waarmee hij de Veikkausliiga won en topscorer werd. Hierna wisselde hij naar FC Jazz en weer terug naar HJK voor hij in 2000 door sc Heerenveen aangetrokken werd. In twee seizoenen kwam hij tot zes wedstrijden en na een niet succesvol seizoen bij het Turkse Denizlispor ging hij in 2004 voor de Finse derdeklasser FJK spelen. Daar werd Rafael topscorer en sinds 2005 speelt hij voor FC Lahti waar hij in 2007 wederom topscorer van de Veikkausliiga werd.

## Erelijst
HJK Helsinki
- Veikkausliiga

1997
- Topscorer Veikkausliiga

1997 (11 goals)
- Liigacup

1997
 FC Lahti
- Topscorer Veikkausliiga

2007 (14 goals)
- Liigacup

2007, 2013